# Peter Wintonick
Peter Wintonick, né le 10 juin 1953 à Trenton (Ontario) et mort le 18 novembre 2013 à Montréal (Québec), est un documentariste canadien. 
Comme réalisateur ou producteur, il a participé à plus de 100 films, souvent socialement engagés, dont le plus connu est Chomsky, les Médias et les Illusions nécessaires (1992), sur l'intellectuel américain Noam Chomsky. On lui doit aussi, entre autres: Cinema Verite: Defining the Moment, China Heavyweight et Second Sight.
Lauréat du Prix du Gouverneur général en arts visuels et en arts médiatiques en 2006, il a également été nommé «thinker in residence» par le premier ministre d'Australie-Méridionale.
À la tête des productions Necessary Illusions avec Francis Miquet, il fut aussi l'un des fondateurs de DocAgora, un événement s'insérant au sein de différents festivals cinématographiques et visant à explorer de nouvelles stratégies de financement et de diffusion des films documentaires.
Sa fille Mira Burt-Wintonick a réalisé le film documentaire Wintopia en hommage à son père et à sa quête de l'utopie.